# AFS Costa Rica
AFS Costa Rica (oficialmente AFS Programas Interculturales Costa Rica) es una organización sin fines de lucro dedicada al intercambio educativo, filial en Costa Rica de American Field Service.

## Contexto
AFS Programas Interculturales (o bien AFS, llamado originalmente como American Field Service) fue fundada en 1914 como una forma de servicio a la sociedad estadounidense por A. Piatt Andrew, profesor de Teoría de Economía Política de la Universidad de Harvard y una asistente de la Secretaría del Tesoro de EE. UU. Se inició como un servicio voluntario de ambulancias en 1914 y desde 1947 se ha dedicado a realizar intercambios internacionales escolares de adolescentes.

## Historia
AFS Costa Rica se fundó en 1955 con el objetivo de impulsar el "aprendizaje intercultural mediante el intercambio de estudiantes, profesionales, trabajadores y familiares en los países que opere la AFS Intercultural Programs Inc., la paz mundial mediante el libre intercambio de ideas, valores y tradiciones". En 1992 se inscribió como fundación en Costa Rica.
American Field Service llegó a Costa Rica luego que su presidente de ese entonces, Stephen Galatti, se pusiera en contacto en la década de los sesenta, marcada por una profunda efervescencia social, con Omar Gutiérrez y Ramón Chavarría, ambos exparticipante de AFS en Estados Unidos entre 1958 y 1959, para llevar el trabajo de la fundación a Costa Rica y permitir que estudiantes ticos destacados pudieran viajar a Estados Unidos a conocer el idioma y una perspectiva diferente del mundo. Para esa fecha, AFS se convirtió en la única posibilidad que tenían los estudiantes para obtener una beca de estudios en ese país.
El programa de intercambio tuvo una buena acogida desde su lanzamiento en Costa Rica, ya que a pesar de la influencia norteamericana en ese país, era muy inusual ver o interactuar con ciudadanos estadounidenses.
La fundación opera bajo la personería jurídica 3-006-124813 según el Registro Nacional de la Propiedad de Costa Rica y actualmente está ubicada en San José, Barrio Francisco Peralta, 100 metros al sur y 200 metros al este de la Casa Italia.
AFS Costa Rica ha suscrito convenios con el Ministerio de Educación Pública desde el año 1995 para la realización de intercambios estudiantiles, con el fin de promover el aprendizaje de nuevos idiomas para estudiantes que cursan la secundaria, con principal énfasis en Inglés y alemán. En ese año los primeros dos estudiantes costarricenses participaron en un programa de intercambio colegial en los Estados Unidos. El convenio fue renovado en 2006 y de nuevo en el 2016.
En el año 2012, la fundación suscribió un convenio con la Embajada de Estados Unidos en Costa Rica para iniciar el programa de becas AFS-Colegios Científicos, dirigido a estudiantes de recursos limitados, con excelentes calificaciones y quienes tuvieran aptitudes de liderazgo y deseos de continuar sus estudios en las ramas de la ciencia y la tecnología.
En 2013, la Fundación creó la beca "Franklin Chang-Díaz" con un fondo de 45 mil dólares a partir del aporte de 22 empresas estadounidenses instaladas en Costa Rica, con el fin de permitir a estudiantes de colegios científicos participar de programas de intercambio cultural y académico. Ese mismo año, en el mes de abril, los estudiantes becados por la fundación fueron seleccionados para recibir al presidente de los Estados Unidos, Barack Obama a su llegada al Aeropuerto Internacional Juan Santamaría.
En 2015, en el marco de su 60 aniversario, AFS se constituyó como “órgano consultor” de la UNESCO para trabajar con colegios, universidades, organizaciones de derechos humanos y paz, gobiernos y otras organizaciones no gubernamentales.
En 2016, AFS Costa Rica y la Fundación CRUSA firmaron un convenio para dar continuidad a la iniciativa inicialmente suscrita con la embajada estadounidense, aunque esta vez enfocado en conocer más de la cultura norteamericana, su gente y tradiciones.
La fundación también colabora con el Ministerio de Educación Pública en la realización de encuentros y talleres entre estudiantes de colegios académicos bilingües para mejorar su dominio de un segundo idioma. En 2019 tras una alianza con Coopeguanacaste, el Ministerio de Ciencia, Tecnología y Telecomunicaciones y el Ministerio de Educación Pública lanzaron el programa "Cooperative English Program", una aplicación para teléfonos inteligentes cuyo objetivo es la enseñanza del Inglés como segundo idioma y las bases del cooperativismo.
Asimismo, creó el Centro de Aprendizaje Intercultural (CAI) como un espacio para la difusión y el diálogo sobre temas de importancia social y cultural, en busca de promover la equidad y la justicia social a partir del aprendizaje intercultural mediante espacios de discusión, talleres, foros, actividades culturales, entre otros.

## Junta Directiva
| Nombre                        | Cargo                             | Periodo               |
| ----------------------------- | --------------------------------- | --------------------- |
| Sebastian May Grosser         | Presidente                        | 23/05/2020-23/05/2021 |
| Juan José Lao Martín          | Secretario                        | 23/05/2020-23/05/2021 |
| Nuria Yorleny Badilla Arroyo  | Directora                         | 01/02/2020-01/02/2021 |
| Natalia Blanco Córdoba        | Representante municipal           | 15/06/2018-indefinido |
| María Victoria Soto Navarrete | Representante del Poder Ejecutivo | 01/09/2009-indefinido |
| Guillermo Barquero Chacón     | Fundador                          | 23/03/1992-indefinido |
| Mario Alberto Blanco Vargas   | Fundador                          | 23/03/1992-indefinido |
| Juan José Lao Martín          | Fundador                          | 23/03/1992-indefinido |

## Programas de intercambio
Desde Costa Rica, AFS ofrece programas de intercambio cultural y académico a países como Canadá, Estados Unidos, Argentina, Brasil, Tailandia, China, Filipinas, Japón, Alemania, Bélgica, Dinamarca, España, Finlandia, Francia, Holanda, Hungría, Irlanda, Italia, Noruega, Portugal, Reino Unido, República Checa, Rusia, Suiza y Turquía.
Entre sus programas está el aprendizaje de idioma al país al que se va a viajar, cursar el año colegial, aprender sobre agricultura sostenible o protección en parques nacionales, pasantías, empoderamiento de las mujeres, educación al aire libre, desarrollo de habilidades de comunicación, enseñanza de la música, estudios en cine, artes, periodismo, educación física, vida saludable y deportes, entre otros.
Desde 1947, los programas de American Field Service consisten en que el estudiante que viaja al otro país sea acogido, sin remuneración de por medio, por una familia anfitriona que le debe proporcionar hospedaje, alimentación y acompañamiento en el proceso de conocer una cultura diferente.
Desde el 2012 y hasta el 2018, otorgó becas a 20 alumnos de colegios científicos valoradas en 15 mil dólares cada una, con cobertura de gastos de transporte, alojamiento, alimentación y gastos personales, por un año académico.
La fundación también ofrece diplomados en línea en Competencias Globales, dirigido a educadores de América Latina.